# Aleš Palán
Aleš Palán (* 23. listopadu 1965 Jihlava) je novinář, publicista a spisovatel.

## Životopis
V Brně nedokončil studium pedagogické fakulty, několik let se pak toulal po Československu. Je jedním ze signatářů Charty 77. V druhé polovině osmdesátých let (i na začátku let devadesátých) pracoval jako noční hlídač, figurant a kopáč. Od roku 1993 se věnuje žurnalistice (Jihlavské listy, Duklák, Lidové noviny, Česká televize, TV Nova, Katolický týdeník, Hospodářské noviny, Host, …) Vedl kurzy tvůrčího psaní na Literární akademii Josefa Škvoreckého a Vysoké škole kreativní komunikace. Za román Ratajský les a knihu rozhovorů Být dlužen za duši byl nominován na Magnesii Literu. Za průvodce brněnským Bronxem Brnox toto ocenění získal. Za knihu rozhovorů Kdo chodí tmami dostal výroční cenu Českého literárního fondu, jeho rozhovory s Vítem Tajovským, bratry Reynkovými a s Ludvíkem Armbrusterem obsadily první místo v anketě Dobrá kniha Katolického týdeníku. Rozhovory s šumavskými samotáři Raději zešílet v divočině byly v anketě Lidových novin vyhlášeny Knihou roku. Od února 2018 do března 2019 byl ředitelem nakladatelství Kalich. Nyní na volné noze.

## Dílo

### Knižní rozhovory
- Ten farář je nějakej divnej: o farářkách nemluvě (Portál 2025, ISBN 978-80-262-2271-2)
- s Miloslavem Nevrlým Náčelník - Rozhovor Aleše Palána s Miloslavem Nevrlým (Nakladatelství KAZDA 2023, ISBN 	978-80-7670-120-5)
- Muž, který sází borovici blatku; příběhy dobře utajených malířů (Host 2023)
- s Miloslavem Nevrlým Náčelník (Kazda 2023)
- Mami, miluju (Prostor 2023; spoluautorka Anna Palánová)
- Robinsoni a donkichoti; Každý člověk je jedinečný, někteří lidé jsou však jedinečnější (Prostor 2022)
- Nevidím ani tmu. Rozhovory o naději (Prostor 2021)
- s Janem Konvalinkou Spánek rozumu plodí příšery (Prostor 2020)
- se solitéry z celé republiky Jako v nebi, jenže jinak: nová setkání se samotáři z Čech a Moravy (Prostor 2019)[2]
- s Marií Svatošovou Neboj se vrátit domů (Kalich 2018)
- se šumavskými samotáři Raději zešílet v divočině, fotografie Jan Šibík (Prostor 2018, 2019) 4 vydání
- s Miloněm Čepelkou Nedělňátko aneb s Cimrmanem v zádech (Vyšehrad 2016; Supraphon 2017 nahrávka na CD)
- s Kateřinou Šedou a občany Nošovic a Blatničky I am Trying to Steal it Back (Revolver Publishing Berlin 2011)
- s Ludvíkem Armbrusterem Tokijské květy (Karmelitánské nakladatelství 2011)
- s Pavlem Kučerou Lágr (Karmelitánské nakladatelství 2009; německy Lager 2010)
- s Jaro Křivohlavým Dvě lásky (Karmelitánské nakladatelství 2008)
- s Janem a Gabrielem Florianovými Být dlužen za duši (Host 2007)
- s Jaroslavem Medem Texty mého života (Torst 2007; spoluautor Jan Paulas)
- s Karlem Pilíkem Není trní bez růže (Karmelitánské nakladatelství 2007)
- s Petrem Esterkou Rozhodni se pro risk (Karmelitánské nakladatelství 2007)
- s Danielem a Jiřím Reynkovými Kdo chodí tmami (Torst 2004, Petrkov 2012, ISBN 9788087595992)
- s Bohumilem Vítem Tajovským Člověk musí hořeti (Torst 2001, Karmelitánské nakladatelství 2009; spoluautor Jan Paulas)

### Beletrie
- Miss exitus (Prostor 2018)
- Ratajský les (Pistorius a Olšanská 2016)
- Zápisky o válce česko-slovenské (Kalich 2012)
- Lžikultura dvacet devět (samizdat 1989)

### Publicistika
- 25 na pamětnou, dotazník osobnostem českého folku (Galén 2023)
- Rady pánu Bohu, jak vylepšit svět ještě líp (Prostor 2021)
- Rady pánu Bohu, jak vylepšit svět (Prostor 2020)
- Ten den. Vzpomínky aktérů 17. 11. 1989 (Kalich 2019)
- Návrat do divočiny (Prostor 2019, 4 vydání)
- Vinnetou se chce bratřit a další tajemství prachatického hospice (Hospic sv. J. N. Neumanna 2017)
- Brnox, průvodce brněnským Bronxem (Kateřina Šedá 2016)
- 51+, katalog Nejkrásnějších českých knih roku 2015 (Památník národního písemnictví 2016)
- Příběh sportu na Praze 10 (MČ Praha 10 a Aleš Palán 2014)
- Jmenuješ se Josef Šedý (Kateřina Šedá 2012)
- Rozsvítil pro mne, Přátelství Otokara Březiny a Matěje Lukšů (Host 2010; spoluautor David Lukšů)
- o Vladimíru Zábrodském Skutečný příběh hokejové legendy (Edice ČT 2010; spoluautor David Lukšů)
- knižní esej Xenophobe's guide to the Czechs (Oval Books 2008; česky XYZ 2009; spoluautor Petr Šťastný)
- o Janu Suchém Souška (Epocha 2008, 2015; spoluautor David Lukšů)
- o Stanislavu Konopáskovi Hráč, který přežil (Edice ČT 2007; spoluautor David Lukšů)
- o Zdeňku Čížkovském Než krokodýl spolkne stín (Karmelitánské nakladatelství 2005)

### Básnické sbírky
- překlad básnické sbírky Jamese Wrighta Tahle větev se nezlomí (Dauphin 2011)
- Říkejte si tiše se mnou (Inverze 1990)
- Pohádky (Inverze 1989)

### Edičně připravil
- Za oknem. 19 spisovatelů proti covid 19 (Prostor 2020)
- Jaderná puma a její výroba v amatérských podmínkách (UTE 2016)
- konverzační příručka Bedřichovice nad Temží (Kateřina Šedá 2015)
- sborník pro Bohuslava, Daniela a Jiřího Reynkovy Petrkovu s láskou (Katolický týdeník 2014; spolueditor Vlastimil Vokolek)
- nástěnný kalendář pro Bedřichovice 2014/15 a 2012 (Kateřina Šedá 2014, 2012)
- Bohumil Vít Tajovský ve vzpomínkách a dokumentech (Cesta 2012; spolueditor Jan Paulas)
- Hlavou zeď 2011, úvahy nad civilizací a její budoucností – Ivan M. Havel, Josef Kelemen, Stanislav Komárek, Luboš Kropáček, Antonín V. Líman, Milan Nakonečný, Tomáš Sedláček, Jan Sokol, Jiří Stehlík, Marek Vácha (dybbuk 2011)
- konverzační příručka bedřichovicko-anglická Z B do Z (Kateřina Šedá 2011)
- korespondence Josefa Floriana a Georgese Rouaulta Na křižovatce větrů (Vltavín 2010)
- sborník fotografií Daniela Reynka s texty Bohuslava Reynka a Suzanne Renaud Z vln, které zkameněly (Karmelitánské nakladatelství 2007)
- text Bohumila Víta Tajovského Siard Falko, opat želivský (Dauphin 2007)
- České srdce pro Jana Pavla II. (Karmelitánské nakladatelství 2005; spolueditorka Ivana Jeništová)
- korespondence Bohuslava Reynka Tereze Sumové Dnes jen o té prašivině (Paseka 2005; spolueditor Martin Bedřich)